# EPrix Ad Diriyah
ePrix Ad Diriyah (anglicky: Ad Diriyah ePrix) je jedním ze závodů šampionátu vozů Formule E, pořádané Mezinárodní automobilovou federací. Místem konání je v současnosti trať Riyadh Street Circuit ve městě Diriyah, ležící severozápadně od Rijádu, hlavního města Saúdské Arábie.

## Vítězové ePrix Ad Diriyah

### Opakovaní vítězové (jezdci)
| Počet vítězství | Jezdec          | Roky                       |
| --------------- | --------------- | -------------------------- |
| 2               | Sam Bird        | 2019 Závod 1, 2021 Závod 2 |
| 2               | Nyck de Vries   | 2021 Závod 1, 2022 Závod 1 |
| 2               | Pascal Wehrlein | 2023 Závod 1, 2023 Závod 2 |

### Vítězové v jednotlivých letech
| Rok          | Jezdec                 | Konstruktér          | Trať                  | Výsledky |
| ------------ | ---------------------- | -------------------- | --------------------- | -------- |
| 2023 Závod 1 | Pascal Wehrlein        | Porsche              | Riyadh Street Circuit | Výsledky |
| 2023 Závod 2 | Pascal Wehrlein        | Porsche              | Riyadh Street Circuit | Výsledky |
| 2022 Závod 1 | Nyck de Vries          | Mercedes             | Riyadh Street Circuit | Výsledky |
| 2022 Závod 2 | Edoardo Mortara        | ROKiT Venturi Racing | Riyadh Street Circuit | Výsledky |
| 2021 Závod 1 | Nyck de Vries          | Mercedes             | Riyadh Street Circuit | Výsledky |
| 2021 Závod 2 | Sam Bird               | Jaguar Racing        | Riyadh Street Circuit | Výsledky |
| 2019 Závod 1 | Sam Bird               | Jaguar Racing        | Riyadh Street Circuit | Výsledky |
| 2019 Závod 2 | Alexander Sims         | Andretti-BMW         | Riyadh Street Circuit | Výsledky |
| 2018         | António Félix da Costa | Andretti-BMW         | Riyadh Street Circuit | Výsledky |